# Siralkoppa
Siralkoppa is een panchayatdorp in het district Shimoga van de Indiase staat Karnataka. 

## Demografie
Volgens de Indiase volkstelling van 2001 wonen er 14.501 mensen in Siralkoppa, waarvan 50% mannelijk en 50% vrouwelijk is. De plaats heeft een alfabetiseringsgraad van 68%. 